# فنتولامین
فنتولامین (به انگلیسی: Phentolamine)
رده درمانی: بلوک سیستم سمپاتیک
اشکال دارویی: آمپول

## موارد مصرف
فنتولامین برای پیشگیری و کنترل زیادی فشار خون قبل از جراحی فئوکروموسیتوم یا طی آن و برای تشخیص فئوکروموسیتوم مورد استفاده قرار می‌گیرد. فنتولامین در درمان نکروز پوستی ناشی از نشت اپی‌نفرین یا دوپامین از سرم مصرف می‌شود.

## مکانیسم اثر
این دارو با مسدودکردن گیرنده‌های آلفا ـ آدرنرژیک و خنثی کردن اثرات نوراپی‌نفرین و اپینفرین موجود در گردش خون بر گیرنده‌های آلفا سبب گشاد شدن عروق و کاهش مقاومت محیطی می‌شود. این دارو در نارسایی احتقانی قلب، پس بار و فشار شریانی ریه را کاهش می‌دهد.

## عوارض جانبی
کاهش فشارخون وضعیتی، تاکی کاردی، سرگیجه، تهوع و استفراغ، اسهال احتقان بینی، کاهش طولانی مدت و حاد فشار خون، آنژین، درد سینه و آریتمی.